# الجودو في الألعاب الأولمبية الصيفية 2020
تنافس لاعبو الجودو في الألعاب الأولمبية الصيفية 2020 التي أقيمت في طوكيو في 15 مسابقة، سبعة لكل من الرجال والنساء، إضافة إلى مسابقة جديدة للفرق المختلطة. صدر قرار تأجيل الألعاب الأولمبية الصيفية 2020 في آذار\مارس 2020 وأقيمت في 2021 بسبب جائحة فيروس كورونا.
تمّ سحب قرعة البطولة في 23 يوليو، حيث صُنف أفضل 8 لاعبين في كل فئة من فئات الأوزان.

## التأهّل
| الجنس  | اليوم     | 1  | 2  | 3  | 4  | 5  | 6   | 7    |
| ------ | --------- | -- | -- | -- | -- | -- | --- | ---- |
| الرجال | فئة الوزن | 60 | 66 | 73 | 81 | 90 | 100 | +100 |
| الرجال | المشاركون | 23 | 27 | 36 | 35 | 33 | 25  | 22   |
| النساء | فئة الوزن | 48 | 52 | 57 | 63 | 70 | 78  | +78  |
| النساء | المشاركات | 28 | 29 | 25 | 31 | 28 | 24  | 27   |

## جدول المنافسات
| Q | التصفيات وربع النهائي | F | الملحق، نصف النهائي، الميدالية البرونزية والميدالية الذهبية |

| الرجال                      |   |   |   |   |   |   |   |   |   |   |   |   |   |   |   |   |
| Men's 60 kg [الإنجليزية]    | Q | F |   |   |   |   |   |   |   |   |   |   |   |   |   |   |
| Men's 66 kg [الإنجليزية]    |   |   | Q | F |   |   |   |   |   |   |   |   |   |   |   |   |
| Men's 73 kg [الإنجليزية]    |   |   |   |   | Q | F |   |   |   |   |   |   |   |   |   |   |
| Men's 81 kg [الإنجليزية]    |   |   |   |   |   |   | Q | F |   |   |   |   |   |   |   |   |
| Men's 90 kg [الإنجليزية]    |   |   |   |   |   |   |   |   | Q | F |   |   |   |   |   |   |
| Men's 100 kg [الإنجليزية]   |   |   |   |   |   |   |   |   |   |   | Q | F |   |   |   |   |
| Men's +100 kg [الإنجليزية]  |   |   |   |   |   |   |   |   |   |   |   |   | Q | F |   |   |
| السيدات                     |   |   |   |   |   |   |   |   |   |   |   |   |   |   |   |   |
| Women's 48 kg [الإنجليزية]  | Q | F |   |   |   |   |   |   |   |   |   |   |   |   |   |   |
| Women's 52 kg [الإنجليزية]  |   |   | Q | F |   |   |   |   |   |   |   |   |   |   |   |   |
| Women's 57 kg [الإنجليزية]  |   |   |   |   | Q | F |   |   |   |   |   |   |   |   |   |   |
| Women's 63 kg [الإنجليزية]  |   |   |   |   |   |   | Q | F |   |   |   |   |   |   |   |   |
| Women's 70 kg [الإنجليزية]  |   |   |   |   |   |   |   |   | Q | F |   |   |   |   |   |   |
| Women's 78 kg [الإنجليزية]  |   |   |   |   |   |   |   |   |   |   | Q | F |   |   |   |   |
| Women's +78 kg [الإنجليزية] |   |   |   |   |   |   |   |   |   |   |   |   | Q | F |   |   |
| الفرق المختلطة              |   |   |   |   |   |   |   |   |   |   |   |   |   |   |   |   |
| الفرق المختلطة              |   |   |   |   |   |   |   |   |   |   |   |   |   |   | Q | F |

## الدول المشاركة
- ألبانيا (1)
- الجزائر (1)
- أنغولا (1)
- الأرجنتين (2)
- أرمينيا (1)
- أستراليا (3)
- النمسا (6)
- أذربيجان (9)
- بيلاروس (3)
- بلجيكا (4)
- بنين (1)
- بوتان (1)
- البوسنة والهرسك (1)
- البرازيل (13)
- بلغاريا (3)
- بوركينا فاسو (1)
- الكاميرون (2)
- كندا (6)
- الرأس الأخضر (1)
- تشاد (1)
- تشيلي (1)
- الصين (6)
- كولومبيا (1)
- جزر القمر (1)
- كوستاريكا (1)
- كرواتيا (3)
- كوبا (6)
- جمهورية التشيك (2)
- ساحل العاج (1)
- جمهورية الكونغو الديمقراطية (1)
- الدنمارك (1)
- جيبوتي (1)
- جمهورية الدومينيكان (1)
- الإكوادور (3)
- مصر (3)
- إستونيا (1)
- فيجي (1)
- فرنسا (13)
- الغابون (1)
- غامبيا (1)
- جورجيا (9)
- ألمانيا (13)
- غانا (1)
- بريطانيا العظمى (6)
- اليونان (2)
- غوام (1)
- غواتيمالا (1)
- غينيا (1)
- غينيا بيساو (1)
- هايتي (1)
- هندوراس (1)
- المجر (7)
- فريق الرياضيين الأولمبيين اللاجئين في الألعاب الأولمبية (6)
- الهند (1)
- جزيرة أيرلندا (2)
- إسرائيل (12)
- إيطاليا (8)
- جامايكا (1)
- الأردن (14)
- اليابان (14)
- كازاخستان (6)
- كيريباتي (1)
- كوسوفو (5)
- قيرغيزستان (1)
- لاوس (1)
- لاتفيا (1)
- لبنان (1)
- ليبيا (1)
- ليختنشتاين (1)
- ليتوانيا (1)
- مدغشقر (1)
- مالاوي (1)
- موريشيوس (1)
- المكسيك (1)
- موناكو (1)
- منغوليا (12)
- الجبل الأسود (1)
- المغرب (2)
- موزمبيق (1)
- نيبال (1)
- هولندا (10)
- نيكاراغوا (1)
- النيجر (1)
- مقدونيا (1)
- باكستان (1)
- فلسطين (1)
- بنما (2)
- بيرو (1)
- الفلبين (1)
- بولندا (6)
- البرتغال (8)
- بورتوريكو (3)
- قطر (1)
- كوريا الجنوبية (13)
- مولدوفا (2)
- رومانيا (3)
- روسيا (13)
- ساموا (1)
- سان مارينو (1)
- السعودية (1)
- السنغال (1)
- صربيا (5)
- سيشل (1)
- سيراليون (1)
- سلوفينيا (5)
- جنوب إفريقيا (1)
- إسبانيا (7)
- سريلانكا (1)
- السودان (1)
- السويد (4)
- سويسرا (2)
- تايبيه الصينية (3)
- طاجيكستان (4)
- تايلاند (1)
- ترينيداد وتوباغو (1)
- تونس (3)
- تركيا (6)
- تركمانستان (1)
- أوكرانيا (7)
- الإمارات العربية المتحدة (2)
- الولايات المتحدة (4)
- الأوروغواي (1)
- أوزبكستان (10)
- فانواتو (1)
- فنزويلا (3)
- فيتنام (1)
- اليمن (1)
- زامبيا (1)

المصدر: 

## ملخص الميداليات

### جدول الميداليات
*   البلد المضيف ( اليابان)
| المرتبة | فريق                                                                     | ذهبية | فضية | برونزية | المجموع |
| ------- | ------------------------------------------------------------------------ | ----- | ---- | ------- | ------- |
| 1       | اليابان*                                                                 | 9     | 2    | 1       | 12      |
| 2       | فرنسا                                                                    | 2     | 3    | 3       | 8       |
| 3       | كوسوفو                                                                   | 2     | 0    | 0       | 2       |
| 4       | جورجيا                                                                   | 1     | 3    | 0       | 4       |
| 5       | جمهورية التشيك                                                           | 1     | 0    | 0       | 1       |
| 6       | كوريا الجنوبية                                                           | 0     | 1    | 2       | 3       |
| 6       | منغوليا                                                                  | 0     | 1    | 2       | 3       |
| 6       | ألمانيا                                                                  | 0     | 1    | 2       | 3       |
| 9       | النمسا                                                                   | 0     | 1    | 1       | 2       |
| 10      | سلوفينيا                                                                 | 0     | 1    | 0       | 1       |
| 10      | تايبيه الصينية                                                           | 0     | 1    | 0       | 1       |
| 10      | كوبا                                                                     | 0     | 1    | 0       | 1       |
| 13      | خطأ لوا في وحدة:Country_alias على السطر 165: Invalid country alias: OCR. | 0     | 0    | 3       | 3       |
| 14      | البرازيل                                                                 | 0     | 0    | 2       | 2       |
| 14      | كندا                                                                     | 0     | 0    | 2       | 2       |
| 14      | إيطاليا                                                                  | 0     | 0    | 2       | 2       |
| 17      | بريطانيا العظمى                                                          | 0     | 0    | 1       | 1       |
| 17      | هولندا                                                                   | 0     | 0    | 1       | 1       |
| 17      | بلجيكا                                                                   | 0     | 0    | 1       | 1       |
| 17      | البرتغال                                                                 | 0     | 0    | 1       | 1       |
| 17      | أذربيجان                                                                 | 0     | 0    | 1       | 1       |
| 17      | المجر                                                                    | 0     | 0    | 1       | 1       |
| 17      | إسرائيل                                                                  | 0     | 0    | 1       | 1       |
| 17      | كازاخستان                                                                | 0     | 0    | 1       | 1       |
| 17      | أوزبكستان                                                                | 0     | 0    | 1       | 1       |
| 17      | أوكرانيا                                                                 | 0     | 0    | 1       | 1       |
| المجموع | المجموع                                                                  | 15    | 15   | 30      | 60      |

### منافسات الرجال
| الألعاب                                    | الذهبية                        | الفضية                        | البرونزية |
| ------------------------------------------ | ------------------------------ | ----------------------------- | --- |
| وزن خفيف للغاية (60 كغم) رجال وزن 60 كغم   | ناوهيسا تاكاتو · اليابان       | يانغ تونغ-وي · تايبيه الصينية | ييلدوس سميتوف · كازاخستان |
| وزن خفيف للغاية (60 كغم) رجال وزن 60 كغم   | ناوهيسا تاكاتو · اليابان       | يانغ تونغ-وي · تايبيه الصينية | لوكا مخيدزه · فرنسا |
| وزن نصف الخفيف (66 كغم) وزن 66 كغم رجال    | هيفومي أبي · اليابان           | فاجا مارغفيلاشفيلي · جورجيا   | آن باول · كوريا الجنوبية |
| وزن نصف الخفيف (66 كغم) وزن 66 كغم رجال    | هيفومي أبي · اليابان           | فاجا مارغفيلاشفيلي · جورجيا   | دانيال كارغنين · البرازيل |
| وزن الخفيف (73 كغم) وزن 73 كغم رجال        | شوهي أونو · اليابان            | لاشا شافداتواشفيلي · جورجيا   | آن تشانغريم · كوريا الجنوبية |
| وزن الخفيف (73 كغم) وزن 73 كغم رجال        | شوهي أونو · اليابان            | لاشا شافداتواشفيلي · جورجيا   | تسيند-أوتشرين تسوغتباتار · منغوليا |
| نصف المتوسط (81 كغم) وزن 81 كغم رجال       | تاكانوري ناجاسى · اليابان      | سعيد ملاي · منغوليا           | شامل بورتشاشفيلي · النمسا |
| نصف المتوسط (81 كغم) وزن 81 كغم رجال       | تاكانوري ناجاسى · اليابان      | سعيد ملاي · منغوليا           | ماتياس كاس · بلجيكا |
| وزن متوسط (90 كغم) وزن 90 كغم رجال         | لاشا بكوري · جورجيا            | إدوارد تريبيل · ألمانيا       | دافلات بوبونوف · أوزبكستان |
| وزن متوسط (90 كغم) وزن 90 كغم رجال         | لاشا بكوري · جورجيا            | إدوارد تريبيل · ألمانيا       | كريستيان توت · المجر |
| نصف الثقيل (100 كغم) وزن 100 كغم رجال      | آرون وولف · اليابان            | تشو غو-هام · كوريا الجنوبية   | جورجي فونسيكا · البرتغال |
| نصف الثقيل (100 كغم) وزن 100 كغم رجال      | آرون وولف · اليابان            | تشو غو-هام · كوريا الجنوبية   | نياز إلياسوف [[ملف:خطأ لوا في وحدة:Country_alias على السطر 165: Invalid country alias: OCR.\|23x15px\|حدود\|alt=\|link=]] [[خطأ لوا في وحدة:Country_alias على السطر 165: Invalid country alias: OCR. في الألعاب الأولمبية الصيفية 2020\|خطأ لوا في وحدة:Country_alias على السطر 165: Invalid country alias: OCR.]]    |
| وزن الثقيل (+100 كغم) رجال وزن فوق 100 كغم | لوكاس كرباليك · جمهورية التشيك | جورام توشيشفيلي · جورجيا      | تيدي رينر · فرنسا |
| وزن الثقيل (+100 كغم) رجال وزن فوق 100 كغم | لوكاس كرباليك · جمهورية التشيك | جورام توشيشفيلي · جورجيا      | تامرلان باشاييف [[ملف:خطأ لوا في وحدة:Country_alias على السطر 165: Invalid country alias: OCR.\|23x15px\|حدود\|alt=\|link=]] [[خطأ لوا في وحدة:Country_alias على السطر 165: Invalid country alias: OCR. في الألعاب الأولمبية الصيفية 2020\|خطأ لوا في وحدة:Country_alias على السطر 165: Invalid country alias: OCR.]] |

### منافسات النساء
| الألعاب                                   | الذهبية                  | الفضية                    | البرونزية |
| ----------------------------------------- | ------------------------ | ------------------------- | --- |
| وزن خفيف للغاية (48 كغم) سيدات وزن 48 كغم | دستريا كراسنيغي · كوسوفو | فونا توناكي · اليابان     | داريا بيلوديد · أوكرانيا |
| وزن خفيف للغاية (48 كغم) سيدات وزن 48 كغم | دستريا كراسنيغي · كوسوفو | فونا توناكي · اليابان     | أورانتسيتسيغ مونخبات · منغوليا |
| وزن نصف خفيف (52 كغم) سيدات وزن 52 كغم    | أوتا أيب · اليابان       | أماندين بوتشارد · فرنسا   | أوديتا غيوفريدا · إيطاليا |
| وزن نصف خفيف (52 كغم) سيدات وزن 52 كغم    | أوتا أيب · اليابان       | أماندين بوتشارد · فرنسا   | تشيلسي غايلز · بريطانيا العظمى |
| وزن خفيف (57 كغم) سيدات وزن 57 كغم        | نورا غياكوفا · كوسوفو    | سارا-ليوني سيسيك · فرنسا  | جسيكا كليمكيت · كندا |
| وزن خفيف (57 كغم) سيدات وزن 57 كغم        | نورا غياكوفا · كوسوفو    | سارا-ليوني سيسيك · فرنسا  | تسوكاسا يوشيدا · اليابان |
| -وزن نصف متوسط (63 كغم) سيدات وزن 63 كغم  | كلاريس أغبيغنينو · فرنسا | تينا ترستينياك · سلوفينيا | ماريا سينتراتشيو · إيطاليا |
| -وزن نصف متوسط (63 كغم) سيدات وزن 63 كغم  | كلاريس أغبيغنينو · فرنسا | تينا ترستينياك · سلوفينيا | كاثرين بيوتشمين-بينارد · كندا |
| وزن متوسط (70 كغم) سيدات وزن 70 كغم       | تشيزورو آراي · اليابان   | ميكاييلا بوليريس · النمسا | مادينا تيمازوفا [[ملف:خطأ لوا في وحدة:Country_alias على السطر 165: Invalid country alias: OCR.\|23x15px\|حدود\|alt=\|link=]] [[خطأ لوا في وحدة:Country_alias على السطر 165: Invalid country alias: OCR. في الألعاب الأولمبية الصيفية 2020\|خطأ لوا في وحدة:Country_alias على السطر 165: Invalid country alias: OCR.]] |
| وزن متوسط (70 كغم) سيدات وزن 70 كغم       | تشيزورو آراي · اليابان   | ميكاييلا بوليريس · النمسا | سان فان ديك · هولندا |
| وزن نصف ثقيل (78 كغم) سيدات وزن 78 كغم    | شوري حمادة · اليابان     | مادلين مالونغا · فرنسا    | أنا-ماريا واغنر · ألمانيا |
| وزن نصف ثقيل (78 كغم) سيدات وزن 78 كغم    | شوري حمادة · اليابان     | مادلين مالونغا · فرنسا    | مايرا أغوايار · البرازيل |
| وزن ثقيل (+78 كغم) سيدات وزن 78 كغم فأكثر | أكيرا سون · اليابان      | إيداليس أورتيز · كوبا     | إرينا كيندزيرسكا · أذربيجان |
| وزن ثقيل (+78 كغم) سيدات وزن 78 كغم فأكثر | أكيرا سون · اليابان      | إيداليس أورتيز · كوبا     | رومانا ديكو · فرنسا |

### المنافسات المختلطة
| الألعاب               | الذهبية | الفضية | البرونزية |
| --------------------- | --- | --- | --- |
| فريق مختلط فريق مختلط | فرنسا (FRA) · كلاريسا أغبيغنينو · أماندين بوتشارد · غويلام تشين · آكسل كليرغيت · سارا ليوني سيسيك · رومانا ديكو · ألكسندر إيدر · كيليان لو بلوتش · Madeleine Malonga · مارك بينو · تيدي رنر | اليابان (JPN) · هيفومي أيب · أوتا أبي · تشيزورو آراي · شوري حمادة · هيسايوشي هاراساوا · شويتشيرو موكاي · تاكانوري ناجاسى · شوهي أونو · أكيرا سون · ميكو تاشيرو · آرون وولف · تسوكاسا يوشيدا | ألمانيا (GER) · جوهانز فراي · كارل-ريتشارد فراي · جاسمين غرابويسكي · كاترينا مينز · دومينيك ريسيل · جيوفانا سكوسيكارو · سيباستيان سيدل · تريزا ستول · مارتينا ترايدوس · إدوارد تريبيل · أنا-ماريا واغنر · إيغور واندتكي |
| فريق مختلط فريق مختلط | فرنسا (FRA) · كلاريسا أغبيغنينو · أماندين بوتشارد · غويلام تشين · آكسل كليرغيت · سارا ليوني سيسيك · رومانا ديكو · ألكسندر إيدر · كيليان لو بلوتش · Madeleine Malonga · مارك بينو · تيدي رنر | اليابان (JPN) · هيفومي أيب · أوتا أبي · تشيزورو آراي · شوري حمادة · هيسايوشي هاراساوا · شويتشيرو موكاي · تاكانوري ناجاسى · شوهي أونو · أكيرا سون · ميكو تاشيرو · آرون وولف · تسوكاسا يوشيدا | إسرائيل (ISR) · توهار بوتبول · راز هيرشكو · لي كوتشمان · إنبار لانير · ساغي موكي · تيمنا نيلسون-ليفي · بيتر بالتشيك · شيرا ريشوني · أور ساسون · غيلي شارير · باروخ شميلوف                                               |

## انسحابات بسبب مواقف سياسية
اختير اللاعب الجزائري فتحي نورين للمنافسة في فئة وزن -73 كغم، إلا أنه أعلن ومدربه عمار بن خليف الانسحاب بعد قرعة المنافسين.
نُقل عن نورين قوله أن دعمه السياسي للقضية الفلسطينية جعل من المستحيل عليه التنافس ضد إسرائيلي. وكان اللاعب (توهار بوتبول) المصنّف خامساً في البطولة، والذي كان من المحتمل أن يواجهه في الجولة الثانية (لو كان قد فاز في الجولة الأولى) إسرائيلياً.

أعلن الاتحاد الدولي للجودو (IJF) إيقاف نورين ومدربه فوراً بدءاً من 24 يوليو 2021، بانتظار إجراء المزيد من التحقيق، بينما ألغت اللجنة الأولمبية الجزائرية اعتمادهما وأعادت اللاعب ومدربه إلى البلاد. أوضح الاتحاد: 
«وفقاً لقوانين الاتحاد الدولي، وبما يتماشى مع الميثاق الأولمبي، خاصّة مع القاعدة 50.2، التي تنص على حماية حيادية الرياضة في الألعاب الأولمبية وحياد الأولمبياد نفسه، والتي تنصّ على أنه» لا يُسمح بأي نوع من التظاهرات أو الدعاية السياسية أو الدينية أو العرقية في أي موقع من مواقع أو أماكن الألعاب الأولمبية«، تمّ تعليق مشاركة فتحي نورين وعمار بن خليف وسيواجهان قراراً من لجنة الانضباط في الاتحاد الدولي للجودو، فضلاً عن عقوبات تأديبية من قبل اللجنة الأولمبية الوطنية الجزائرية فور عودتهما للبلاد.'»

## وصلات خارجية
- Results Book